# …And Then There Was Timo
…And Then There Was Timo är det fjärde studioalbumet med den svenska artisten Timo Räisänen, utgivet 2008. Albumet består helt av covers på artister i flera olika genrer.

## Låtlista
Originalartisten står inom parentes.
1. Didn't We Almost Have It All (Whitney Houston) - 5:41
2. Time for Me to Fly (Kevin Cronin) - 4:48
3. Dirty Work (Steely Dan) - 3:15
4. Halo (Depeche Mode) - 3:54
5. Turn 27 (Niccokick) - 4:43
6. Take These Words (Daniel Alexander) - 4:54
7. Without You (Badfinger) - 4:08
8. Drive Dead Slow (Sahara Hotnights) - 3:38
9. You Are Loved (Don't Give Up) (Josh Groban) - 5:26
10. You Shook Me All Night Long (AC/DC) - 4:00
11. About You Now (Sugababes) - 3:01
12. Relative Ways (…And You Will Know Us by the Trail of Dead) - 4:42
13. I Got You Babe (Sonny & Cher) - 4:06
14. The Mirror's Truth (In Flames) - 3:26
15. You Get What You Give (New Radicals) - 3:37
16. Creep (Radiohead) - 3:14

## Mottagande
…And Then There Was Timo möttes med blandade recensioner, det snittar på 3,0/5 på Kritiker.se, baserat på tjugo recensioner.
Helsingborgs dagblad kallade skivan för "ett album som kan vara hans starkaste hittills" , medan Norran skrev "mycket är mer intressant än direkt bra"

## Listplaceringar
| Lista (2008-2009) | Topplacering |
| ----------------- | ------------ |
| Sverige           | 3            |

### Fotnoter
1. ↑  ”...And Then There Was Timo”. Allmusic.com. http://www.allmusic.com/album/and-then-there-was-timo-mw0001694033. Läst 17 juni 2012.
2. ↑  ”...And Then There Was Timo”. Kritiker.se. http://kritiker.se/skivor/timo-raisanen/and-then-there-was-timo/. Läst 17 juni 2012.
3. ↑  ”...And Then There Was Timo”. hd.se. Arkiverad från originalet den 5 januari 2009. https://web.archive.org/web/20090105004444/http://hd.se/noje/skivor/2008/11/21/timo-raeisaenen-and-then-there-was/. Läst 23 april 2013.
4. ↑  ”...And Then There Was Timo”. norran.se. 10 december 2008. Arkiverad från originalet den 4 maj 2013. https://archive.is/20130504152059/http://norran.se/2008/12/timoraisanen/. Läst 23 april 2013.
5. ↑  Listplacering